# 1988 FNS歌謡祭
『1988 FNS歌謡祭』（1988 エフエヌエスかようさい）は1988年に行われ、フジテレビ系列で生放送された通算17回目の賞レース形式の『FNS歌謡祭』。正式名称は『決定! FNS歌謡祭'88グランプリ』

## 概要
- 昭和最後の『FNS歌謡祭』。例年は日本武道館で行われたが、昭和天皇の病状悪化による自粛ムードの影響もあり、この回はフジテレビ・グランドスタジオ（第6スタジオ）で行われた。

## 司会
- 古舘伊知郎
- 露木茂（当時・フジテレビアナウンサー）

## リポーター
- 選考会場（フジテレビ・第4スタジオ） - 岩瀬恵子（当時・フジテレビアナウンサー）
- グランドスタジオ - 長野智子（当時・フジテレビアナウンサー）
- コンピュータールーム - 笠井信輔（当時・フジテレビアナウンサー）
- ニューキャッスル - 服部まこ
- 名古屋・中日劇場 - 大鳥居美也子（当時・東海テレビアナウンサー）

## 贈賞者
- 最優秀新人賞 - 佐々木信也（「プロ野球ニュース」スーパーバイザー）
- 最優秀ヒット賞 - 畑正憲（「ムツゴロウとゆかいな仲間たち」）
- 最優秀視聴者賞 - 安藤優子（「FNNスーパータイム」キャスター）
- 最優秀作詞・作曲・編曲賞 - 沢田亜矢子（水曜夜8時ドラマ「こまらせないで!」出演）
- 15周年特別奨励賞 - 楠田枝里子（「なるほど!ザ・ワールド」司会）
- 最優秀歌唱賞 - 愛川欽也（「なるほど!ザ・ワールド」司会）
- グランプリ - 寺島純子（「3時のあなた」司会）

## 受賞作品・受賞者一覧

### グランプリ（大賞）
- 中山美穂『Witches』

### 最優秀歌唱賞
- 中森明菜『I MISSED "THE SHOCK"』

### 最優秀新人賞
- 大和さくら『王将一代 小春しぐれ』

### 15周年特別奨励賞
- 五木ひろし『港の五番町』

### 最優秀ヒット賞
- 光GENJI（当日メンバーが全員欠席したため、レコード会社の担当者が代理で賞を受け取った）

### 最優秀視聴者賞
- 五木ひろし『それは…黄昏』

### 優秀歌謡音楽賞
- 荻野目洋子『ストレンジャーtonight』
- 尾形大作『いやんなっちゃうナァ』
- 中山美穂『Witches』
- 細川たかし『北緯五十度』
- 石川さゆり『滝の白糸』
- 近藤真彦『あぁ、グッと』
- 五木ひろし『港の五番町』
- 大月みやこ『乱れ花』
- 中森明菜『I MISSED "THE SHOCK"』
- 森進一『冬の桑港』

### 新人賞
- 仲村知夏『89番目の星座』
- 香西かおり『雨酒場』
- 美盛丸桜子『女岬節』
- 相川恵里『ABコンプレックス』
- 大和さくら『王将一代 小春しぐれ』

### 特別賞
- 少年隊『じれったいね』
- 志村けん&田代まさしとだいじょうぶだぁファミリー『ウンジャラゲ』
- ブロス『ドロップ・ザ・ボーイ 〜DROP THE BOY〜』

### 最優秀作詞・作曲・編曲賞
- 田口俊（作詞）
- 後藤次利（作曲）
- 船山基紀（編曲）

## スタッフ
- 監修：塚田茂
- 構成：木崎徹
- 取材：スタッフ東京、デイリープラネッツ
- 音楽：広瀬健次郎
- 指揮：新井英治
- 演奏：THE HIT SOUND SPECIAL
- コーラス：ピュア、明治大学混声合唱団
- 美術プロデューサー：石鍋伸一朗
- デザイン：根本研二、水上啓光
- 美術進行：藤野栄治、金子隆
- 大道具：石塚孝志、比嘉亘
- 電飾：上床卓史
- アクリル装飾：野尻一幸
- 視覚効果：渡部宏一
- タイトル：山形憲一
- 技術：下田誠
- カメラ：金久保達郎
- 映像：小林勇
- 音声：松本勝
- PA：サン楽器
- LD：谷川富也
- 照明：彩光、バリライトアジア
- 音響効果：川嶋明則（OCBプロ）
- VTR編集：星野正則（IMAGICA）
- ニューキャッスル衛星中継：
  - ディレクター：上原徹
  - コーディネーター：SAYO INABA
  - サテライト・オペレーション：豊田仁
- 中日劇場中継：
  - 協力：東海テレビ放送
  - ディレクター：竹下喜六（THK）
- 選考会場・4st：
  - 技術：河合宣貴
- コンピューター・グラフィック：坂本浩、IMAGICA、シチズン時計技術研究所
- 衣裳協力：チャコット
- スタイリスト：梅原久沙永
- 演出：平野友孝／渡邉光男
- プロデューサー：渡邉光男、森正行
- 制作著作：フジテレビ
- 協賛：日本音楽事業者協会、音楽出版社協会、日本レコード協会
- 企画：「FNS歌謡祭音楽大賞」大会・運営・実行委員会

| フジテレビ系列 FNS歌謡祭  | フジテレビ系列 FNS歌謡祭  | フジテレビ系列 FNS歌謡祭  |
| 前番組                    | 番組名                    | 次番組                    |
| ------------------------- | ------------------------- | ------------------------- |
| 1987 FNS歌謡祭 （1987年） | 1988 FNS歌謡祭 （1988年） | 1989 FNS歌謡祭 （1989年） |